# كوهي توجو
كوهي توجو (باليابانية: 東條 公平) (مواليد 6 يونيو 1978)، هو لاعب كرة قدم سابق كان يلعب كلاعب وسط.